# 杜氏真鲨
杜氏真鲨（学名：Carcharhinus dussumieri），又名杜氏白眼鮫、沙條，为軟骨魚綱真鯊目真鲨科真鲨属的鱼类，被IUCN列為瀕危保育類動物。分布于西北太平洋、北起日本本州以南、南至菲律宾群岛、印度洋北岸沿海以及南海、澎湖列岛等海域，深度0至100公尺。该物种的模式产地在印度。本魚體延長呈紡錘型，頭尖吻鈍，眼睛橢圓形具有瞬膜，上前牙傾斜，呈刀刃狀，有粗鋸齒，側緣有深缺刻，基部有數個大的鋸齒狀齒尖；下前牙較窄，略傾斜，側緣有缺口，呈細鋸齒狀。背鰭2個，第一個背鰭呈三角形，不彎曲，大小適中，第二個背鰭比第一個背鰭小得多，頂部有一個大的黑色斑塊。體背側灰色或棕灰色，而腹面白色，體長可達121公分，棲息在沿海大陸棚及島嶼棚，屬肉食性，以魚類、頭足類、甲殼類等為食，胎生，生活習性不明，可作為食用魚。